# Helen Murray Free
Helen Murray Free   (Pittsburgh, 20 de febrer de 1923 - Elkhart, 1 de maig de 2021) fou una química i educadora estatunidenca. Es va llicenciar en química per la Universitat de Wooster el 1944 i va fer un màster en gestió a la Central Michigan University el 1978. Fou sobretot coneguda per a la creació de molts sistemes per realitzar proves i tests per a la diabetis, mentre treballava als Miles Laboratories, que ara són propietat de Bayer AG. Fou professora adjunta de direcció a Indiana University South Bend i assessora a Bayer AG.

## Biografia
Helen Murray va néixer el 20 de febrer de 1923. Era filla de James S. Murray, un venedor d'una empresa de carbó, i Daisy Piper Murray, que va morir durant una epidèmia de grip quan Helen tenia sis anys.

### Educació
Helen va rebre la seva educació a l'escola pública a Youngstown (Ohio), es va graduar al 1941 com la millor alumna de batxillerat de la Poland Seminary High School, una escola pública de Poland (Ohio). Mentre assistia a un campament d'estiu a la Universitat de Wooster, va decidir assistir a Wooster, on, influïda pel seu professor d'anglès de secundària, en un inici pretenia graduar-se en anglès i llatí amb l'esperança de convertir-se en mestra. No obstant això, aquests plans van canviar ràpidament. Al desembre de 1941 quan Pearl Harbor va ser bombardejat, molts homes joves es van allistar o van ser reclutats a l'exèrcit. Per això, les dones van ser animades a seguir les carreres de Ciències, així va ser com Helen va canviar la seva preferència cap a la química, llicenciatura que va obtenir el 1944. Ella sempre ha dit que el canvi a la química va ser la «cosa més excel·lent» que mai li havia passat.

### Carrera
Després de graduar-se a Wooster, Helen immediatament va començar a treballar com a química de control de qualitat pels Laboratoris Miles (coneguts com els creadors d'Alka Seltzer). No obstant això, aspirava a ser una investigadora en lloc de treballar en el control de qualitat. Quan Alfred Free va tenir una posició disponible en el seu grup de recerca bioquímica, la va entrevistar i va ocupar el lloc. Es van casar el 1947 i van tenir sis fills.
Originalment van investigar diferents antibiòtics abans de desplaçar el seu interès envers els sistemes de reactius secs. Van redefinir el Clinitest, una pastilla que mesurava nivells de glucosa en l'orina dels diabètics i van desenvolupar l'Acetest, una altra tauleta per fer tests a diabètics.
Més tard, Helen Murray va treballar amb el seu marit per passar les proves (tests) de tauletes a tires, que van ser la introducció del Clinistrip (el famós test submergir-llegir) el 1956. Va ser la primera tira de prova de diagnòstic submergir-llegir per al monitoratge de la glucosa en l'orina. Es van desenvolupar altres tires de prova que es van anar afegint al mercat, incloent Uristix, Ketostix, Dextrostox, Labstix, i un producte encara-corrent, Multistix. Aquests productes es continuen utilitzant avui en dia.
El 1969 es va traslladar al Departament de Creixement i Desenvolupament, i finalment el 1976 es va convertir en la directora d'Especialització en Sistemes de Test. Va ser directora de Serveis de Màrqueting de la Divisió d'Investigació quan el 1978 Bayer Diagnostics va adquirir Miles Laboratories.
El 1978 també va obtenir un mestratge en Administració (Administració de la Cura de la Salut) de la Universitat Central de Michigan, i va ser professora adjunta d'Administració de la Universitat d'Indiana South Bend.
Cap el 1975, Helen Murray era titular de set patents per les seves millores en les anàlisis d'orina mèdica i clínica. Aquest any, ella i el seu marit van co-publicar el seu segon llibre: Urinalysis in Laboratory Practice, que continua sent una obra de referència en el seu camp.
Es va retirar el 1982, però va seguir treballant com a consultora de Bayer Diagnostics a Elkhart, Indiana. Després de la seva jubilació, es va convertir en una activa promotora de l'ensenyament de la ciència. Dedicant una atenció especial a l'educació de les noies i estudiants més desfavorits, a través de programes com «Kids & Chemistry» i «Expanding Your Horizons».

## Premis i distincions
- El 1980, Helen Free va rebre la Garvan–Olin Medal d'Amsterdam, donat a les dones pel seu servei en el camp de la química.[1]
- El 1996, va rebre el Premi Kilby per les seves consecucions al llarg de la carrera.[5]
- Va exercir com a presidenta de l'American Association for Clinical Chemistry el 1990 i el 2006 va rebre el prestigiós Premi per les seves Extraordinàries Contribucions a la Química Clínica.[6]
- El 1993 va ser elegida presidenta de la Societat Americana de Química.[6] Com a presidenta, Free va considerar prioritari sensibilitzar sobre el paper positiu que la química ha jugat en les nostres vides. L'ACS ha establert un premi en el seu honor, el Premi d'Helen M. Free en difusió pública.[6]
- L'any 2000 va ser admesa al National Inventor's Hall of Fame.[7]
- El 2010 va ser guardonada amb la Medalla Nacional de Tecnologia i innovació pel President Barack Obama.[8][9][10]
- El treball de Helen i Al Free en el desenvolupament de les tires de prova diagnòstica va ser designat un Monument Químic Històric Nacional per la Societat Americana de Química l'1 de maig de 2010, al centre de ciència ETHOS a Elkhart, Indiana.[11]